# Vass (Carolina del Nord)
Vass è una città degli Stati Uniti d'America situata nella Carolina del Nord, nella Contea di Moore.